# Hiraizumi
Hiraizumi (平泉町, Hiraizumi-chō) é uma vila localizada no distrito de Nishiiwai, província de Iwate, Japão. Em fevereiro de 2014, a vila tinha uma população estimada de 7 976 habitantes e uma densidade populacional de 126 pessoas por km². A área total era de 63,39 km².

Chuson-ji, um patrimônio mundial em Hiraizumi

Ela é conhecida pelos monumentos e locais históricos de Hiraizumi, que alcançaram o status de patrimônio mundial em 2011.

## Geografia
Hiraizumi é a menor municipalidade na província de Iwate em termos de área. É localizada em uma bacia no centro-sul da província de Iwate, cercada pelas Montanhas Kitakami.

### Municipalidades vizinhas
- Província de Iwate
  - Ichinoseki
  - Oshu

## História
A área da atual Hiraizumo era parte da antiga província de Mutsu. Ela era o lar do Clã Ōshū Fujiwara por cerca de 100 anos no final do período Heian e a maior parte do período Kamakura Ao mesmo tempo, ela serviu como a capital de facto de Ōshū, uma área que contém quase um terço do território japonês. Naquela altura, a população de Hiraizumi alcançava 50 mi habitantes ou mais de 100 mil, rivalizando com Quioto em tamanho e esplendor.
A primeira estrutura construída em Hiraizumo pode ter sido o Santuário Hakusan no topo do Monte Kanzan (Montanha Barreira). Um escritor em 1334 registrou que o santuário já tinha 700 anos de idade. Embora tenha sido reconstruído muitas vezes, o mesmo santuário ainda permanece no mesmo local.
Por volta de 1100, Fujiwara no Kiyohira mudou sua casa do Forte Toyoda, atual Esashi, na cidade de Oshu, para o Monte Kanzan em Kiraizumi. Este local foi importante por algumas razões. Kanzan situava-se na junção de dois rios, o Rio Kitakami e o Rio Koromo. Tradicionalmente o Rio Koromo servia como a fronteira entre o Japão no sul e os povos Emishi no norte. Ao construir sua casa no sul de Koromo, Kiyohira (sendo ele meio-Emishi), demonstrou sua intenção de dominar Oshu sem a sanção oficial da corte em Quioto. Kanzan também estava diretamente no Oshu Kaido, a estrada principal que levava a Quioto a partir das terras do norte. Kanzan também era vista como o centro exato de Oshu, que se estendia da Barreira Shirakwa no sul de Sotogahama, atual província de Aomori.
Kiyohira construiu o grande complex de templos em Kanzan conhecido como Chūson-ji. A primeira estrutura foi um grande pagode no topo da montanha. Em conjunto com isto, ele colocou pequenos relicários de guarda-sol (kasa sotoba) a cada cem metros da Oshu kaido, decorando com cartazes mostrando Amitaba Buda pintado em ouro. Outros pagodes, templos e e jardins se seguiram, incluindo o Konjikido, uma caixa de joias de uma construção, que pretendia representar a Terra Pura Budista e o local de descanso final dos senhores Fujiwara.
A idade dourada de Hiraizumo durou por quase 100 anos, mas após a queda dos Fujiwara a vila se afundou em relativa obscuridade, sendo que a maioria das construção que deram à vila sua importância cultural foram destruídas. Quando o poeta Matsuo Basho viu o estado da vila em 1689 ele escreveu um haikai famoso sobre a temporariedade da glória humana:
Natsu kusa ya! / Tsuwamono-domo ga / yume no ato
Ah, gramíneas de verão! / Tudo que permanence / Dos sonhos dos guerreiros. (1689)
A vila moderna de Hiraizumo foi criada em 1º de abril de 1889, com o estabelecimento do sistema de municipalidade. Hiraizumo ascendeu ao status de vila em 1º de outubro de 1953. Ela anexou sua vizinha vila Magashima em 15 de abri lde 1955. A vila perdeu um pouco de terra para a cidade de [Ichinoseki]] em 1º de stembro de 1956 e novamente em 1º de maio de 1964.

## Economia
A economia local é baseada na agricultura e turismo.

## Transporte
- East Japan Railway Company (JR East) - Linha principal Tōhoku
  - Estação de Hiraizumi

### Rodovia
- Rodovia Expressa Tōhoku – Chusonji PA – Hiraizumi-Maezawa IC
- Japan National Route 4

## Relações internacionais

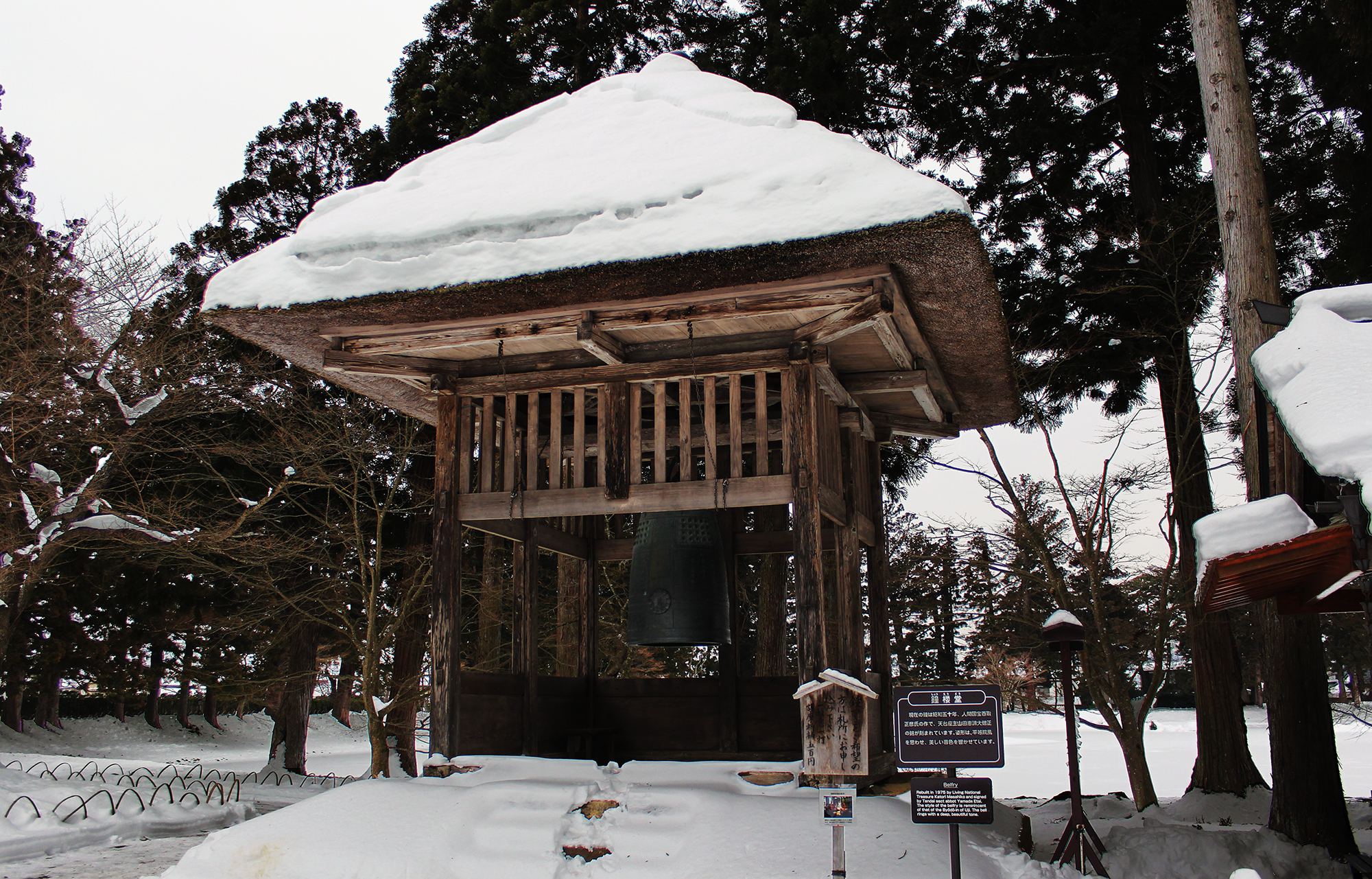
O campánario Mōtsū-ji

China – Tiantai, Zhejiang, China – cidade amiga desde 2010

## Atrações locais
Hiraizumi tem um garnde número de Tesouros Nacionais listados e outros locais cultural e historicamente importantes.

### Templos budistas
- Chūson-ji, incluindo o Salão Dourado do Konjikidō
- Mōtsū-ji  com um estilo 'Terra Pura' do Jardim Jōdo
- As ruínas de Kanjizaiō-in com um estilo 'Terra Pura' do Jardim Jōdo
- As ruínas de Muryokō-in (無量光院)
- Takkoku no Iwaya Bishamon (達谷窟毘沙門堂)

### Outros locais
- Takadachi Gikeidō (高館義経堂)
- O Yanagi no Gosho (柳之御所遺跡)